# Nieuwsshow
De Nieuwsshow was een wekelijks radioprogramma van de AVROTROS op de Nederlandse radiozender NPO Radio 1. Het werd uitgezonden op de zaterdagochtend tussen 8.33 en 11.00 uur. Tot de fusie van de TROS met de AVRO in 2014 heette het programma Tros Nieuwsshow.

## Radio
Met studiogasten werd gesproken over nieuws uit binnen- en buitenland en werden wetenschappelijke ontwikkelingen toegelicht. Na 10.00 uur lag de nadruk op kunst en cultuur. Kenmerkend voor het programma was dat alle gasten langskwamen in de studio en gemiddeld een klein kwartier hadden om hun verhaal te doen. Er stond niets op band.
De eerste aflevering van het programma werd uitgezonden op 13 september 1983 via de toenmalige radiozender Hilversum 2. Presentatoren waren Wim Bosboom en Mireille Bekooij. Eind jaren 80 werd deze laatste vervangen door Ellen Brusse. Peter de Bie presenteerde het programma van maart 1994 tot augustus 2017, Mieke van der Weij van 26 oktober 1996 tot november 2017. Bij afwezigheid werden zij vaak vervangen door Dieuwertje Blok, Victor Deconinck of Daphne Bunskoek. Het programma werd laatstelijk gepresenteerd door Jan Mom (sinds augustus 2017) en onder anderen Mischa Blok. De laatste jaren veranderde de Nieuwsshow van een service-achtig magazine met veel losse rubrieken (visrubriek, natuurrubriek, groente- en fruit, auto's, klusjesman, taal, historische rubriek etc.) in een journalistieker programma, waarin de redactie en presentatie volledig verantwoordelijk waren voor de invulling en de uitvoering.
De boekenrubriek was een langlopend vast onderdeel. In 1985 was de kenmerkende stem van Martin Ros daarin voor het eerst te horen. Zijn laatste bijdrage werd op zaterdag 22 december 2007 uitgezonden. Na hem traden de literatuurcritici Ingrid Hoogervorst, Pieter Steinz en Arie Storm bij toerbeurt in de rubriek op. Steinz vertrok in 2012 en werd vervangen door Onno Blom. Storm stapte in 2014 op vanwege een gespannen verhouding met presentatrice Van der Weij.
In 2017 ontstond commotie toen bleek dat De Bie en Van der Weij op het tijdslot van de Nieuwsshow een programma wilden presenteren voor Omroep MAX, hetgeen gesteund werd door de NPO. In november 2017 werd bekendgemaakt dat het verzoek van MAX in de 'definitieve radiozendtijdindeling' voor 2018 door de NPO werd gehonoreerd en dat het programma niet meer door AVROTROS zou worden uitgezonden. Het programma werd onder een nieuwe naam maar vrijwel ongewijzigde vorm omgezet als Nieuwsweekend.

## Televisie
Er is in 1988 korte tijd een televisieversie geweest van de TROS Nieuwsshow met de presentatoren Wim Bosboom en Astrid Joosten. Het programma werd gepresenteerd vanuit de TROS-Nieuwsstudio (het World Trade Center in Amsterdam) met als vaste rubrieken Consumentenkompas en Het beroep van de week. Gasten waren onder anderen TROS-medewerkers Bas van Toor (als Bassie) van Bassie en Adriaan en dierenkenner Martin Gaus.